# Yeshika Crespo
Yeshika Rosario Crespo Velásquez (La Paz, Bolivia; 24 de junio de 1968) es un diplomática boliviana que actualmente se desempeña como embajadora extraordinaria y plenipotenciaria de Bolivia en Cuba desde el 28 de febrero de 2023.

## Biografía
Yeshika Rosario Crespo nació en la ciudad de La Paz un 24 de junio de 1968 y después de salir bachiller en 1985, Crespo ingresó a trabajar al Ministerio de Economía y Finanzas Públicas de Bolivia en donde ocupó el cargo de jefa de la Unidad de Transparencia y de Auditoria Interna. Durante el lapso de tiempo que trabajó en el ministerio, Crespo llegaría a conocer al economista Luis Arce Catacora que se desempeñó como ministro de economía desde 2006 hasta 2017 así como también en 2019.

### Embajadora de Bolivia en Cuba (2023-pressente)
El 13 de febrero de 2022 falleció en la ciudad de La Habana el embajador boliviano Eduardo Pardo (1953-2022) quien había sido designado en dicho cargo solamente apenas unos meses antes, en julio de 2021. Luego de su muerte, el diplomático Juan Javier Zarate Rivas asumió el mando de la embajada pero solo en calidad de encargado de negocios nomás. 
Después de todo un año entero sin un embajador en Cuba, finalmente el Presidente de Bolivia Luis Arce Catacora tomó la decisión de designar en el cargo a Yeshika Crespo Velásquez a pesar de no contar con una amplia y larga carrera de varios años en la diplomacia boliviana. El 10 de febrero de 2023, la Cámara de Senadores de Bolivia en sesión reservada procedió a aprobar la designación de Crespo en el alto cargo de embajadora de Bolivia en Cuba y el 28 de febrero de 2023, el canciller de Bolivia Rogelio Mayta Mayta la posesionó en el cargo diplomático frente a las cámaras de los diferentes medios de comunicación del país.
Durante el acto de posesión, la nueva embajadora Yhesika Crespo resaltó en su discurso las buenas y excelentes relaciones entre ambos países y a su vez condenó el bloqueo económico, comercial y financiero que Estados Unidos impuso a la isla caribeña luego de la Revolución Cubana de 1959.